# Kanton Barbezieux-Saint-Hilaire
Der Kanton Barbezieux-Saint-Hilaire war bis 2015 ein französischer Wahlkreis im Département Charente in der damaligen Region Poitou-Charentes. Er umfasste 17 Gemeinden im Arrondissement Cognac; sein Hauptort (frz.: chef-lieu) war Barbezieux-Saint-Hilaire. Die landesweiten Änderungen in der Zusammensetzung der Kantone brachten im März 2015 seine Auflösung.
Der Kanton Barbezieux-Saint-Hilaire war 209,39 km² groß und hatte zuletzt 10.117 Einwohner (Stand: 2012).

## Gemeinden
| Gemeinde                 | Einwohner Jahr | Fläche km² | Bevölkerungsdichte | Code INSEE | Postleitzahl |
| ------------------------ | -------------- | ---------- | ------------------ | ---------- | ------------ |
| Angeduc                  | 140 (2013)     | –          | – Einw./km²        | 16014      | 16300        |
| Barbezieux-Saint-Hilaire | 4.774 (2013)   | –          | – Einw./km²        | 16028      | 16300        |
| Barret                   | 981 (2013)     | –          | – Einw./km²        | 16030      | 16300        |
| Berneuil                 | 323 (2013)     | –          | – Einw./km²        | 16040      | 16480        |
| Brie-sous-Barbezieux     | 113 (2013)     | –          | – Einw./km²        | 16062      | 16300        |
| Challignac               | 317 (2013)     | –          | – Einw./km²        | 16074      | 16300        |
| Guimps                   | 474 (2013)     | –          | – Einw./km²        | 16160      | 16300        |
| Lachaise                 | 336 (2013)     | –          | – Einw./km²        | 16176      | 16300        |
| Ladiville                | 111 (2013)     | –          | – Einw./km²        | 16177      | 16120        |
| Lagarde-sur-le-Né        | 168 (2013)     | –          | – Einw./km²        | 16178      | 16300        |
| Montchaude               | 540 (2013)     | –          | – Einw./km²        | 16224      | 16300        |
| Saint-Aulais-la-Chapelle | 233 (2013)     | –          | – Einw./km²        | 16301      | 16300        |
| Saint-Bonnet             | 374 (2013)     | –          | – Einw./km²        | 16303      | 16300        |
| Saint-Palais-du-Né       | 285 (2013)     | –          | – Einw./km²        | 16342      | 16300        |
| Saint-Médard             | 314 (2013)     | –          | – Einw./km²        | 16338      | 16300        |
| Salles-de-Barbezieux     | 450 (2013)     | –          | – Einw./km²        | 16360      | 16300        |
| Vignolles                | 187 (2013)     | –          | – Einw./km²        | 16405      | 16300        |